# Koffikro-Afféma
Koffikro-Aféma este o comună din regiunea Sud-Comoé, Coasta de Fildeș.